# Gál György
Gál György (Budapest, 1912. június 14. – Budapest, 1963. január 7.) újságíró, szerkesztő.

## Élete
Gál (Rosinger) Artúr (1881–1944) posta- és távirda fogalmazó és Ernyei Anna (1885–1928) első gyermekeként született. Anyai nagyapja Ernyei Mór ügyvéd volt, a Budai Izraelita Szentegylet elnöke. Újságíró pályafutását 1932-ben Az Est Lapoknál kezdte, ahol a lap 1939-es megszűnéséig dolgozott, majd a Független Magyarország, 1943-tól a Népszava munkatársa volt. A háború kitörésének évétől tevékenyen részt vett az ellenállásban. A felszabadulást követően a Szabadság, később a Friss Újság munkatársa volt. 1948 és 1952 között a Világosság felelős szerkesztőjeként dolgozott. Írásai megjelentek a Magyar Nap és az Esti Budapest (1952–54) című lapokban is. 1954-től 1956-ig a Béke és Szabadság szerkesztője volt. 1955 októberében az "Írók és művészek memoranduma" aláírója.
1945 és 1947 között a Kereskedelmi és Közlekedési Minisztérium Sajtóosztályát vezette. 1947–1948-ban a Közlekedés- és Postaügyi Minisztérium Sajtóosztályának vezetője volt. 1957–58-ban a Minisztertanács Tájékoztatási Hivatalában töltött be osztályvezetői állást, ahonnan súlyos betegsége miatt kellett nyugdíjba vonulnia.
Felesége Bebők Etelka Rózsa volt, akit 1949-ben Budapesten vett nőül.
A Farkasréti temetőben nyugszik.